# Sargodha
Sargodha är huvudort för ett distrikt med samma namn i den pakistanska provinsen Punjab. Folkmängden uppgick till cirka 660 000 invånare vid folkräkningen 2017.